# Sunnanå Sportklubb (femminile)
Il Sunnanå Sportklubb Dam, nota anche come Sunnanå SK, è una squadra di calcio femminile, divisione femminile di calcio dell'omonimo club svedese con sede a Skellefteå.
Fondata formalmente nel 1974, il Sunnanå SK è iscritta alla Damallsvenskan, il massimo livello del campionato svedese femminile di calcio, e disputa le partite casalinghe al Norrvalla IP, impianto che divide con la sezione maschile. Milita in Division 1, la terza serie del campionato svedese.
Nel palmarès della squadra figurano due titoli nazionali, Einführung der Damallsvenskan, conquistati nel 1980 e nel 1982 prima dell'istituzione dell'odierna Damallsvenskan, più una Svenska Cupen femminile, del 1983.

## Palmarès
- Campionato svedese: 2

1980, 1982
- Coppa di Svezia: 1

1983
- Division 1: 1

2012 (Norrettan)

## Organico

### Rosa 2020
Rosa, ruoli e numeri di maglia come da sito societario, aggiornati al 31 ottobre 2020.
| N. |                        | Ruolo | Calciatore      |
| -- | ---------------------- | ----- | --------------- |
| 1  | Svezia (bandiera)      | P     | Lovisa Koss     |
| 3  | Inghilterra (bandiera) | D     | Kiera Heslam    |
| 4  | Svezia (bandiera)      | D     | Emma Burman     |
| 6  | Svezia (bandiera)      | C     | Elin Pettersson |
| 7  | Svezia (bandiera)      | C     | Tilda Sahlman   |
| 8  | Svezia (bandiera)      | C     | Ellen Maund     |
| 9  | Svezia (bandiera)      | C     | Cajsa Lundström |
| 10 | Svezia (bandiera)      | C     | Ebba Grenholm   |
| 11 | Svezia (bandiera)      | C     | Anni Heikka     |
| 12 | Svezia (bandiera)      | C     | Julia Forslund  |

| N. |                        | Ruolo | Calciatrice                |
| -- | ---------------------- | ----- | -------------------------- |
| 13 | Svezia (bandiera)      | C     | Mimmi Sellström            |
| 14 | Inghilterra (bandiera) | C     | Rosie Young                |
| 17 | Germania (bandiera)    | C     | Annika Schmidt             |
| 18 | Stati Uniti (bandiera) | C     | Natasha Tcheki-Jamgotchian |
| 19 | Stati Uniti (bandiera) | A     | Macy Miller                |
| 20 | Svezia (bandiera)      | C     | Sofia Lindmark             |
| 23 | Stati Uniti (bandiera) | C     | Caroline Murray            |
| 24 | Svezia (bandiera)      | P     | Lisa Sjögren               |
|    | Finlandia (bandiera)   | C     | Akuliina Korhonen          |

### Rosa 2019
Rosa, ruoli e numeri di maglia aggiornati al 27 giugno 2019 dal sito societario.
| N. |                        | Ruolo | Calciatrice      |
| -- | ---------------------- | ----- | ---------------- |
| 2  | Svezia (bandiera)      | C     | Jessica Sikström |
| 3  | Stati Uniti (bandiera) | A     | Bupe Okeowo      |
| 4  | Svezia (bandiera)      | ?     | Emma Burman      |
| 6  | Svezia (bandiera)      | C     | Frida Stenmark   |
| 8  | Svezia (bandiera)      | ?     | Ellen Maund      |
| 10 | Svezia (bandiera)      | ?     | Lova Andersonn   |
| 11 | Svezia (bandiera)      | ?     | Caroline Loman   |
| 12 | Svezia (bandiera)      | ?     | Julia Forslund   |
| 13 | Svezia (bandiera)      | ?     | Juulia Grönlund  |

| N. |                        | Ruolo | Calciatrice       |
| -- | ---------------------- | ----- | ----------------- |
| 15 | Svezia (bandiera)      | ?     | Ellen Shampi      |
| 17 | Svezia (bandiera)      | ?     | Petra Sjögren     |
| 20 | Svezia (bandiera)      | ?     | Sofia Lindmark    |
| 21 | Svezia (bandiera)      | ?     | Wilma Andersson   |
| 22 | Stati Uniti (bandiera) | A     | Maya Pitts        |
| 24 | Svezia (bandiera)      | P     | Lisa Sjögren      |
| 26 | Svezia (bandiera)      | ?     | Villemo Dahlqvist |
| -- | Svezia (bandiera)      | C     | Tilda Sahlman     |